# Sonic Prime
Sonic Prime är en amerikansk-kanadensisk animerad actionserie vars första säsong hade premiär den 15 december 2022. Första säsongen bestod av åtta avsnitt. Den andra säsongen hade premiär den 13 juli 2023 på Netflix. Serien är skapad av Duncan Rouleau, Steven T. Seagle och Joe Kelly. Serien är baserad på datorspelen kring Sonic the Hedgehog.

## Handling
Serien kretsar kring Sonic the Hedgehog. Efter en kraftig explosion som förstör universum måste Sonic färdas genom parallella dimensioner för att både få kontakt med sina gamla vänner och rädda världen.

## Rollista i urval
- Deven Mack - Sonic the Hedgehog
- Brian Drummond - Dr. Eggman
- Ashleigh Ball - Miles "Tails" Prower
- Adam Nurada - Knuckles the Echidna
- Shannon Chan-Kent - Amy Rose
- Ian Hanlin - Shadow the Hedgehog
- Kazumi Evans – Rouge the Bat
- Vincent Tong

### Svenska röster
- Christian Hedlund – Sonic
- Jonas Kruse – Dr. Eggman
- Emelie Clausen – Tails
- Matilda Smedius – Tails Nine / Sails Tails
- Linn Ehrner – Amy Rose / Rusty Rose / Thorn Rose / Black Rose
- Jamil Drissi – Shadow
- Adam Fietz – Knuckles / Renegade Knuckles / Gnarly Knuckles / Knuckles the Dread
- Annika Herlitz – Rouge / Rebel Rouge / Prim Rouge / Batten Rouge
- Anton Olofson Raeder – Dr. Babbles / Dr. Done it
- Joakim Jennefors – Hangry / Big The Cat
- Emelie Clausen – Fracken
- Tove Vahlne – truppledare Röd
- Adam Portnoff – Dr. Don’t
- Övriga röster – Mimmi Sandén, Albin Flinkas, Adam Portnoff, Freddy Åsblom, Michael Blomqvist, Anette Belander
- Översättare – Christian Hedlund
- Regissör och inspelningstekniker – Alice Ericsson
- Svensk version producerad av Eurotroll AB för Netflix Dubbing[4][5]